# 井上学
井上 学（いのうえ まなぶ、1978年11月1日 - ）は、日本の男性総合格闘家。愛知県名古屋市出身。上智大学外国語学部ドイツ語学科卒業。C.A.C.C.スネークピットジャパン所属。元バンタム級キング・オブ・パンクラシスト。

## 来歴
上智大学では、美術研究会に所属。
就職活動中の大学4年生の時に、U.W.F.スネークピットジャパンに入門。キャッチ・アズ・キャッチ・キャンをベースとしたファイトスタイルを学ぶ。
2004年11月、第6回アマチュアパンクラスオープントーナメント60kg未満級で優勝。
2005年、ネオブラッド・トーナメント・フェザー級（-64kg）に出場し、優勝した。
2008年12月7日、バンタム級転向初戦となった初代バンタム級キング・オブ・パンクラス決定戦で川原誠也と対戦し、チョークスリーパーで一本勝ちを収め王座獲得に成功した。
2009年10月25日、元修斗世界フェザー級（-60kg）王者の大石真丈とノンタイトル戦で対戦し、3-0の判定勝ちを収めた。修斗王者とパンクラス王者の対戦は史上初の出来事だった。
2010年9月5日、バンタム級キング・オブ・パンクラス タイトルマッチで挑戦者の赤井太志朗と対戦し、2-0の判定勝ちを収め初防衛に成功した。
2010年10月30日、SRC初出場となったSRC15のSRCバンタム級ASIAトーナメント2010にパンクラス推薦選手としてシード出場。準々決勝でソ・ジェヒョンと対戦し、3-0の判定勝ち。12月30日、戦極 Soul of Fightで行なわれた準決勝で清水俊一と対戦し、0-3の判定負けを喫した。
2011年5月3日、バンタム級キング・オブ・パンクラス タイトルマッチで挑戦者の川原誠也と再戦し、2-0の判定勝ちを収め2度目の防衛に成功した。
2011年12月3日、バンタム級キング・オブ・パンクラス タイトルマッチで挑戦者の石渡伸太郎と対戦し、0-3の判定負けを喫し王座陥落した。

## 戦績
| 総合格闘技 戦績 | 総合格闘技 戦績 | 総合格闘技 戦績 | 総合格闘技 戦績 | 総合格闘技 戦績 | 総合格闘技 戦績 | 総合格闘技 戦績 |
| --------------- | --------------- | --------------- | --------------- | --------------- | --------------- | --------------- |
| 28 試合         | (T)KO           | 一本            | 判定            | その他          | 引き分け        | 無効試合        |
| 17 勝           | 1               | 2               | 14              | 0               | 3               | 0               |
| 10 敗           | 3               | 0               | 7               | 0               | 3               | 0               |

| 勝敗 | 対戦相手         | 試合結果                   | 大会名                                                                              | 開催年月日     |
| ×    | 神酒龍一         | 2R 4:55 KO（膝蹴り）       | PANCRASE 306                                                                        | 2019年6月30日  |
| ○    | 杉山廣平         | 3分3R終了 判定2-1          | PANCRASE 302                                                                        | 2018年12月9日  |
| △    | 内藤頌貴         | 5分3R終了 判定1-1          | 修斗 後楽園ホール大会                                                               | 2018年3月25日  |
| ○    | 梶川卓           | 5分3R終了 判定3-0          | プロフェッショナル修斗公式戦                                                        | 2017年3月24日  |
| ○    | 六本木洋         | 5分3R終了 判定3-0          | SHOOTO GIG TOKYO Vol.22                                                             | 2016年10月16日 |
| ○    | 中山ハルキ       | 5分2R終了 判定3-0          | GRABAKA LIVE! 3                                                                     | 2013年10月27日 |
| ○    | のぶ渡辺         | 5分3R終了 判定3-0          | 修斗 2013年第4戦                                                                    | 2013年9月29日  |
| ×    | 山本賢治         | 5分3R終了 判定0-3          | 修斗 2013年第2戦                                                                    | 2013年3月16日  |
| △    | 佐々木憂流迦     | 5分3R終了 判定0-1          | 修斗                                                                                | 2012年11月11日 |
| ×    | 堀口恭司         | 5分3R終了 判定0-3          | 修斗                                                                                | 2012年7月16日  |
| ×    | 石渡伸太郎       | 5分3R終了 判定0-2          | PANCRASE 2011 IMPRESSIVE TOUR 【バンタム級キング・オブ・パンクラス タイトルマッチ】 | 2011年12月3日  |
| ○    | 川原誠也         | 5分3R終了 判定2-0          | PANCRASE 2011 IMPRESSIVE TOUR 【バンタム級キング・オブ・パンクラス タイトルマッチ】 | 2011年5月3日   |
| ×    | 清水俊一         | 5分2R終了 判定0-3          | 戦極 Soul of Fight 【バンタム級ASIAトーナメント2010 準決勝】                        | 2010年12月30日 |
| ○    | ソ・ジェヒョン   | 5分2R終了 判定3-0          | SRC15 【バンタム級ASIAトーナメント2010 準々決勝】                                   | 2010年10月30日 |
| ○    | 赤井太志朗       | 5分3R終了 判定2-0          | PANCRASE 2010 PASSION TOUR 【バンタム級キング・オブ・パンクラス タイトルマッチ】    | 2010年9月5日   |
| ○    | 曹竜也           | 5分3R終了 判定3-0          | PANCRASE 2010 PASSION TOUR                                                          | 2010年4月4日   |
| ○    | 大石真丈         | 5分3R終了 判定3-0          | PANCRASE 2009 CHANGING TOUR                                                         | 2009年10月25日 |
| ○    | 川原誠也         | 2R 4:44 チョークスリーパー | PANCRASE 2008 SHINING TOUR 【バンタム級キング・オブ・パンクラス決定戦】             | 2008年12月7日  |
| ×    | アライケンジ     | 5分3R終了 判定0-3          | PANCRASE 2008 SHINING TOUR                                                          | 2008年8月27日  |
| ×    | 滝田J太郎        | 2R 1:16 KO（膝蹴り）       | PANCRASE 2008 SHINING TOUR                                                          | 2008年4月27日  |
| ○    | ジョン・ジンソク | 2R 1:47 肩固め             | PANCRASE 2007 RISING TOUR                                                           | 2007年10月14日 |
| ×    | 志田幹           | 5分3R終了 判定0-3          | PANCRASE 2007 RISING TOUR                                                           | 2007年4月27日  |
| ×    | 前田吉朗         | 1R 4:36 TKO（パウンド）    | PANCRASE 2007 RISING TOUR                                                           | 2007年2月4日   |
| ○    | 島田賢二         | 5分2R終了 判定3-0          | PANCRASE 2006 BLOW TOUR                                                             | 2006年12月2日  |
| ○    | 砂辺光久         | 5分2R終了 判定3-0          | PANCRASE 2006 BLOW TOUR                                                             | 2006年9月16日  |
| ×    | 碓氷早矢手       | 5分2R終了 判定0-2          | D.O.G V                                                                             | 2006年4月1日   |
| △    | 村田卓実         | 5分2R終了 判定1-0          | PANCRASE 2006 BLOW TOUR                                                             | 2006年1月26日  |
| ○    | のぶゆき         | 2R 2:59 TKO（パウンド）    | PANCRASE 2005 SPIRAL TOUR                                                           | 2005年11月4日  |
| ○    | 柳澤雅樹         | 5分2R終了 判定3-0          | PANCRASE 2005 SPIRAL TOUR 【ネオブラッド・トーナメント フェザー級 決勝】            | 2005年8月27日  |
| ○    | 藤本直治         | 5分2R終了 判定2-1          | PANCRASE 2005 SPIRAL TOUR 【ネオブラッド・トーナメント フェザー級 準決勝】          | 2005年6月5日   |

## 獲得タイトル
- 第6回アマチュアパンクラスオープントーナメント 60kg未満級 優勝（2004年）
- パンクラス ネオブラッド・トーナメント フェザー級 優勝（2005年）
- 初代バンタム級キング・オブ・パンクラス王座（2008年）